# Varbla
Varbla (deutsch: Werpel) ist eine estnische Landgemeinde im Kreis Pärnu mit einer Fläche von 314 km². Sie liegt am Rigaischen Meerbusen, ca. 70 km von Pärnu entfernt.
Sie hat 1013 Einwohner (Stand: 1. Januar 2006). Neben dem Hauptort Varbla (151 Einwohner) umfasst sie die Dörfer Allika, Aruküla, Helmküla, Haapsi, Hõbesalu, Kadaka, Kanamardi, Kidise, Kilgi, Koeri, Korju, Kulli, Käru, Maade, Matsi, Mereäärse, Muriste, Mõtsu, Mäliküla, Nõmme, Paadrema, Paatsalu, Piha, Raespa, Raheste, Rannaküla, Rauksi, Rädi, Saare, Saulepi, Selja, Sookalda, Tamba, Tiilima, Tõusi, Täpsi, Vaiste, Õhu und Ännikse.

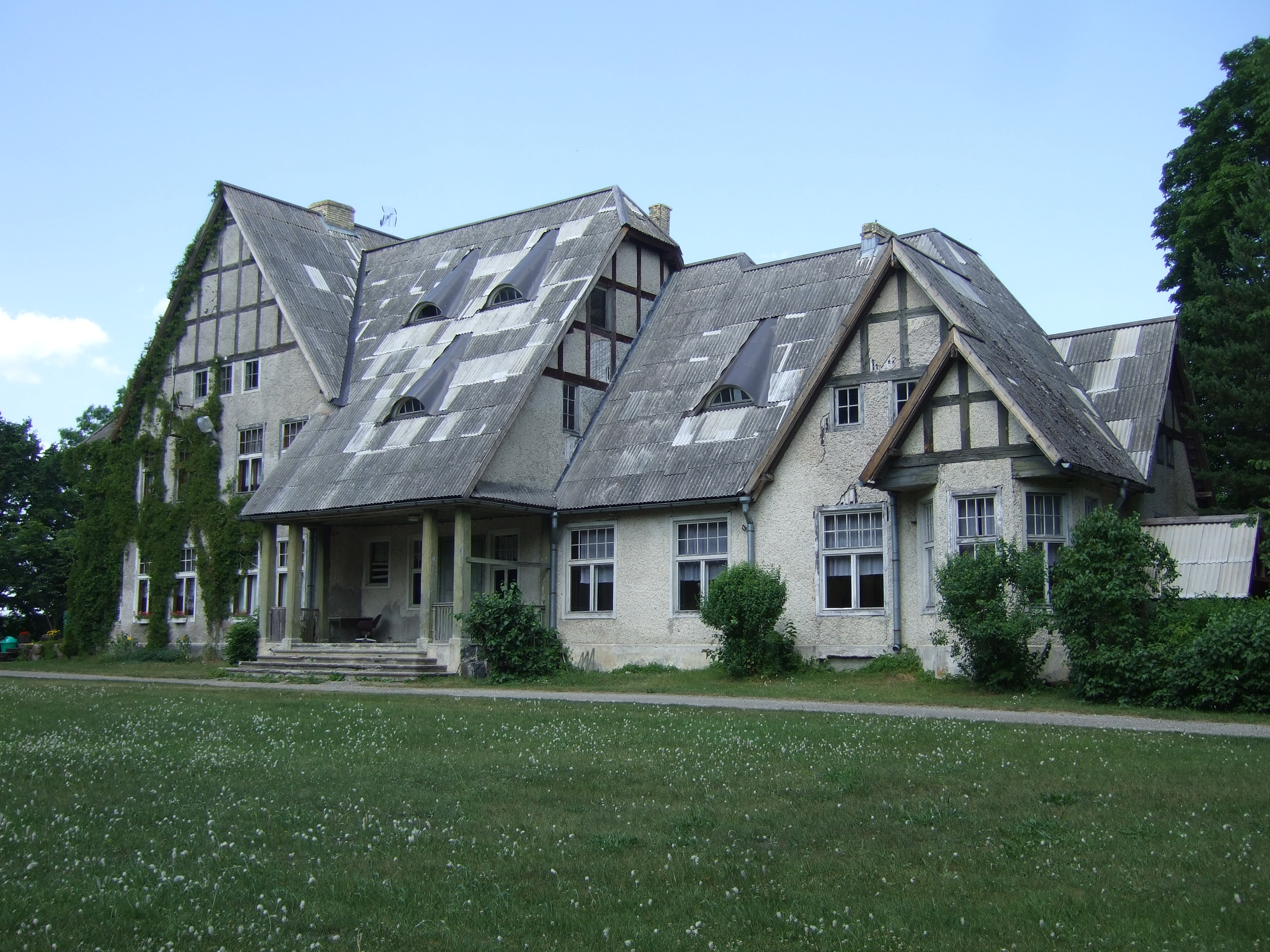
Gutshaus von Illuste

57 % der Fläche sind von Wald bedeckt, von denen 42 % in Staatseigentum sind. Wirtschaftszweige sind vor allem die Landwirtschaft und der Tourismus. Der über 30 km lange Sandstrand an der Ostsee zieht im Sommer viele Besucher an. Sehenswert ist das von Eduard Kleisel 1912 im Jugendstil errichtete Gutshaus von Illuste.

## Persönlichkeiten
- Gustav von Nasacken (1801–1876), russischer Generalmajor